# Georges Gilkinet
 (décembre 2021).
Si vous disposez d'ouvrages ou d'articles de référence ou si vous connaissez des sites web de qualité traitant du thème abordé ici, merci de compléter l'article en donnant les références utiles à sa vérifiabilité et en les liant à la section « Notes et références ».
 (janvier 2023).
La mise en forme du texte ne suit pas les recommandations de Wikipédia : il faut le « wikifier ».
Les points d'amélioration suivants sont les cas les plus fréquents. Le détail des points à revoir est peut-être précisé sur la page de discussion.
- Les titres sont pré-formatés par le logiciel. Ils ne sont ni en capitales, ni en gras.
- Le texte ne doit pas être écrit en capitales (les noms de famille non plus), ni en gras, ni en italique, ni en « petit »…
- Le gras n'est utilisé que pour surligner le titre de l'article dans l'introduction, une seule fois.
- L'italique est rarement utilisé : mots en langue étrangère, titres d'œuvres, noms de bateaux, etc.
- Les citations ne sont pas en italique mais en corps de texte normal. Elles sont entourées par des guillemets français : « et ».
- Les listes à puces sont à éviter, des paragraphes rédigés étant largement préférés. Les tableaux sont à réserver à la présentation de données structurées (résultats, etc.).
- Les appels de note de bas de page (petits chiffres en exposant, introduits par l'outil «  Source ») sont à placer entre la fin de phrase et le point final[comme ça].
- Les liens internes (vers d'autres articles de Wikipédia) sont à choisir avec parcimonie. Créez des liens vers des articles approfondissant le sujet. Les termes génériques sans rapport avec le sujet sont à éviter, ainsi que les répétitions de liens vers un même terme.
- Les liens externes sont à placer uniquement dans une section « Liens externes », à la fin de l'article. Ces liens sont à choisir avec parcimonie suivant les règles définies. Si un lien sert de source à l'article, son insertion dans le texte est à faire par les notes de bas de page.
- La présentation des références doit suivre les conventions bibliographiques. Il est recommandé d'utiliser les modèles {{Ouvrage}}, {{Chapitre}}, {{Article}}, {{Lien web}} et/ou {{Bibliographie}}. Le mode d'édition visuel peut mettre en forme automatiquement les références.
- Insérer une infobox (cadre d'informations à droite) n'est pas obligatoire pour parachever la mise en page.

Pour une aide détaillée, merci de consulter Aide:Wikification.
Si vous pensez que ces points ont été résolus, vous pouvez retirer ce bandeau et améliorer la mise en forme d'un autre article.
Pour les articles homonymes, voir Gilkinet.
Georges Gilkinet est un homme politique belge né à Namur le 25 janvier 1971. Membre du parti Ecolo, il est Vice-Premier ministre et ministre de la Mobilité au sein du gouvernement d'Alexander de Croo depuis le 1er octobre 2020. Il est responsable de la mobilité et de la SNCB.
Georges Gilkinet a été élu député fédéral en 2007, exerçant notamment les rôles de Président de la Commission des Finances et de chef de groupe ECOLO-Groen, une fonction qu’il a occupé jusqu’en 2020 et sa nomination au sein du Gouvernement « Vivaldi ».  Licencié en journalisme, il a commencé sa carrière professionnelle dans les organisations de jeunesse et a siégé au Conseil de la Jeunesse d’Expression française, tout en collaborant avec la chaine de télévision régionale namuroise, Canal C, devenue Bouké, comme journaliste sportif.

## Biographie
Georges Gilkinet est originaire de Malonne. Journaliste de formation diplômé de l'IHECS, il commence sa carrière professionnelle comme collaborateur sportif TV à Boukè, une chaîne télé locale namuroise. Parallèlement, il occupe une fonction de Secrétaire général de la coordination des organisations de jeunesse. Il est père de deux enfants.

## Carrière politique
De 2001 à 2004, Georges Gilkinet est collaborateur du Ministre de l'Enfance à la Communauté française, Jean-Marc Nollet. Entre 2004 et 2007, il travaille comme conseiller politique du groupe Ecolo à la Chambre des représentants. Dès 2007, il est élu député dans l’arrondissement de Namur à la Chambre des représentants. Spécialisé dans les matières sociales et financières, il poursuit son engagement politique pour, entre autres, plus de justice, qu’elle soit sociale, fiscale, climatique ou démocratique. En mai 2018, Georges Gilkinet est désigné co-chef du groupe Ecolo-Groen à la Chambre, fonction qu’il exerce jusqu’en 2020 et sa désignation comme Vice-Premier Ministre et Ministre de la Mobilité.[réf. nécessaire]

### Député
En 2007, Georges Gilkinet est choisi pour diriger la liste Ecolo pour la Chambre des représentants dans la circonscription de Namur. Le 10 juin 2007, Georges Gilkinet est élu député fédéral et intègre le groupe commun ECOLO-Groen! qui compte douze députés.
Durant cette législature, il est membre de la Commission des Entreprises publiques et de la Fonction publique ainsi que de la Commission des Affaires sociales. Il travaille particulièrement sur les questions relatives à la gestion de la Poste, de la SNCB, ainsi que sur le financement des pensions et des soins de santé. À partir de 2009, il prend le relais de Jean-Marc Nollet, devenu Ministre wallon, au sein de la Commission des Finances et du Budget, qu’il présidera de mars 2012 à juin 2014. Concevant la fiscalité comme un outil de redistribution indispensable, il formule plusieurs propositions de loi afin de rendre celle-ci « plus juste et plus efficace ». Dans ce cadre, il s'attache plus particulièrement encore à renforcer les outils législatifs et humains de lutte contre la fraude fiscale, épinglant les dossiers les plus emblématiques et mettant en évidence le coût pour la collectivité de la fraude.
Entre novembre 2011 et mars 2012, Georges Gilkinet a été un membre actif de la Commission spéciale de la Chambre chargée d’étudier les circonstances du démantèlement du groupe Dexia. Jugeant insuffisantes les recommandations proposées par les partis de la majorité gouvernementale en matière de réformes du secteur bancaire et financier, il a déposé avec sa collègue Groen, Meyrem Almaci, des recommandations alternatives à celles adoptées par les partis de la majorité fédérale.
Entre 2013[RO2] et 2020, il préside le conseil communal d'Assesse, où il siège au sein d'une majorité composée d'écologistes et de membres du cdH et du PS.
Il est réélu le 25 mai 2014 comme député fédéral pour la circonscription provinciale de Namur. Il continue à siéger en commission des Finances et en commission des Affaires sociales.
Durant cette législature, il est très actif dans le dossier dit du « Kazakhgate ». Après avoir, dès mars 2011, contesté les conditions dans lesquelles la loi sur la transaction pénale avait été adoptée, il multiplie les questions au gouvernement dès la publication d'informations relatives à une intervention française dans l'adoption et l'application de cette loi. À la fin de l'année 2016, il finit par obtenir un consensus sur la création d’une commission d’enquête parlementaire sur les circonstances de l'adoption et de l'application de la loi sur la transaction pénale. En 2017 et 2018, il est l’un des vice-présidents de cette Commission d’enquête dite du « Kazakhgate ». En mai 2017, Ecolo est la cible de piratages informatiques. Le parti politique déclare que l'attaque par hameçonnage visait Georges Gilkinet et Anticor, le député ayant été visé pour son travail au sein de la commission parlementaire.
En 2018, Georges Gilkinet est désigné co-chef du groupe Ecolo-Groen à la Chambre des représentants. Position qu’il exerce jusqu’à sa prise de fonction en tant que vice-Premier ministre et Ministre de la Mobilité.

## Vice-Premier Ministre et Ministre fédéral de la Mobilité
Le 1er octobre 2020, Georges Gilkinet entre en fonction comme Vice-Premier Ministre et Ministre fédéral de la Mobilité au sein du Gouvernement « Vivaldi ».
En tant que Vice-Premier Ministre, il siège au Conseil des Ministres restreint (ou Kern) ainsi qu’au Comité de Concertation (CoDeCo), qui a joué un rôle de coordination de premier plan durant toute la crise du COVID19.
Dès le début de son mandat, c’est suivant le principe « La mobilité est une liberté » que Georges Gilkinet déploie sa stratégie pour une mobilité plus durable, plus sûre et plus performante. Son action vise à développer les transports en commun, en particulier le train, à favoriser les véhicules les moins polluants, à valoriser les modes de déplacement « actifs » et l’approche multimodale, mais aussi à rendre la route moins meurtrière ; tout en adaptant le cadre et les règlementations aux dernières évolutions technologiques en matière de mobilité.

### En matière ferroviaire
Dès son entrée en fonction, Georges Gilkinet fait du réinvestissement dans le rail belge une priorité afin de remplir les objectifs économiques et climatiques du pays et de l’Europe. Avec la volonté de « faire du rail la colonne vertébrale de la mobilité »,  il crée le « Plan Boost » pour débloquer des fonds à injecter dans le secteur ferroviaire. En un an, 1,510 milliard d’euros supplémentaires ont ainsi été injectés dans le rail belge.
Georges Gilkinet établit une « Vision Rail 2040 », définissant une politique ferroviaire ambitieuse étendue sur 20 ans, qui est approuvée par le Gouvernement en mai 2022. Dans la foulée, il conclut les nouveaux contrats de gestion avec la SNCB et Infrabel, les contrats précédents datant de 2008 et n’ayant pas été renouvelés entre-temps. Ces contrats, de service public pour la SNCB et de performance pour Infrabel, définissent les missions et résultats attendus par l’Etat de la SNCB et d’Infrabel pour dix ans. Ils prévoient, d’ici 2032, de transporter 30% de passagers en plus (grâce notamment à l’augmentation du nombre de trains, +10% en 10 ans), et de doubler le volume de marchandises transportées par rail. Avec un budget de 43.803 milliards €, ces contrats garantissent aux entreprises du rail les moyens de leurs ambitions. Le plan de transport 2023-2026 de la SNCB s’inscrit dans cette dynamique.
En mars 2022, à la suite de la guerre en Ukraine, le Conseil des Ministres a décidé sur proposition du Ministre Gilkinet, que la SNCB accorde la gratuité aux réfugiés ukrainiens circulant en train en Belgique.

### En matière cyclable/Multimodalité
En septembre 2021, Georges Gilkinet lance le premier Plan d’action fédéral pour le vélo, appelé « BE CYCLIST ». Celui-ci comporte une cinquantaine de mesures, réunissant tous les Ministres et Secrétaires d’Etat du gouvernement fédéral belge dans le but de promouvoir l’utilisation du vélo. Parmi elles, la mise en œuvre, en 2024, du premier registre national de vélos « My Bike », conçu pour lutter plus efficacement contre le vol de vélos.
Afin de favoriser la multimodalité, la SNCB s’est dotée, à l’initiative du ministre de la Mobilité, d’une stratégie vélo ambitieuse. Plus d’emplacements de parking vélos supplémentaires ont été créés dans les gares, de nouvelles places vélo ont été créées dans les trains et une application « BikeOnTrain » a été conçue. Le Gouvernement a décidé en outre, sur proposition du ministre de la Mobilité, de garantir un minimum de huit places vélo à bord de tous les nouveaux trains, ce qui est plus ambitieux que la réglementation européenne en la matière.
Enfin, afin d’encourager l’utilisation du vélo pour les déplacements domicile-travail, Georges Gilkinet a généralisé et rehaussé l’indemnité kilométrique vélo pour l’ensemble des travailleurs du secteur privé.

### En matière de sécurité routière
En novembre 2021, 20 ans après les premiers organisés par Isabelle Durant alors Ministre fédérale de la Mobilité, Georges Gilkinet organise les Etats Généraux de la Sécurité routière. A cette occasion, le ministre fédéral Georges Gilkinet, la ministre flamande Lydia Peeters, la ministre wallonne Valérie De Bue et la ministre bruxelloise Elke Van den Brandt présentent le 1er « Plan Interfédéral de Sécurité Routière ».
Par la suite, ils décident également ensemble de nouvelles mesures en vue d’encadrer l’usage des trottinettes électriques et d’améliorer la sécurité routière en Belgique.
À l’échelle du fédéral, Georges Gilkinet prend plusieurs mesures pour lutter contre l’insécurité routière, notamment en déposant une loi pour sanctionner ceux qui font l’apologie de la vitesse sur la route et en réduisant le seuil de tolérance d’alcoolémie au volant. En avril 2023, il annonce son intention de réformer le code de la route afin d’assurer un meilleur partage de la voie publique entre les usagers, et notamment en accordant plus de place et de sécurité aux modes actifs.
En juillet 2023, il se positionne contre un projet de la Commission européenne qui vise à limiter dans le temps la validité du permis de conduire des seniors.  

### En matière d’aérien
En septembre 2021, il invite les différentes associations de riverains, autorités locales, acteurs économiques et opérationnels concernés par l’impact sonore de l’aéroport de Zaventem à une première réunion de la Plateforme de concertation. Dans ce dossier épineux de la politique belge, c’est la première fois que toutes les parties prenantes sont rassemblées pour dialoguer.
En mai 2022, répondant en cela à une exigence de la Justice, il fait aboutir une nouvelle étude d’incidence environnementale, la précédente, réalisée par le Ministre MR François Belot, ayant été considérée par le tribunal de 1ère instance de Bruxelles comme incomplète et insuffisante. Cette nouvelle étude envisage différents scénarios pour réduire les nuisances sonores autour de l’aéroport bruxellois.
Régulièrement interpellé dans le dossier du survol de Bruxelles, l’action du ministre Gilkinet vise à réduire les nuisances sonores et environnementales issues de l’exploitation aéroportuaire. En décembre 2022, le gouvernement de Croo débloque, à l’initiative du ministre de la Mobilité, un budget consacré aux tests de procédures de vol plus écologiques et plus silencieuses. Poursuivant les mêmes objectifs, un nouveau système de redevances terminales variables entre en vigueur en avril 2023. Celui-ci favorise une aviation moins bruyante, moins polluante et décourage les vols courtes distances. En juin 2023, le ministre dépose une proposition visant à interdire les vols « sauts de puce », soit les vols intra-belge. Le texte est actuellement en discussion avec les Régions. Au mois de juillet 2023, Georges Gilkinet défend une révision en profondeur des quota count afin de diminuer les nuisances sonores, en particulier aux heures les plus sensibles.
Enfin, le Ministre Gilkinet a modernisé le cadre belge afin de soutenir le développement des drones, qu’il considère comme un moyen de transport d’avenir.

## Affaire Chodiev/Gilkinet
Entre 2017 et 2018, le député Ecolo, alors vice-président et membre très actif de la commission d’enquête parlementaire sur le Kazakhgate, tient une série de propos jugés comme  diffamants par le principal intéressé, Patokh Chodiev. Refusant l’intimidation d’une menace de poursuite judiciaire, le député Gilkinet, suivant le principe de la liberté d’expression parlementaire, réitère ses propos dans La Libre Belgique, le Vif l’Express et le Plus Magazine, suscitant plusieurs actions en justice de la part de l'homme d’affaires. Ce dernier avait auparavant cité en justice la commission d’enquête parlementaire, un procès qu’il a perdu.
Dans son rapport, adopté au Parlement en 2018, la commission d’enquête conclut à l’unanimité que la procédure de naturalisation de Patokh Chodiev n’a pas été influencée par le bourgmestre de Waterloo Serge Kubla (MR), bien que la Chambre ait naturalisé l’homme d’affaires « sur des bases erronées », en raison notamment de dysfonctionnements de la Sûreté de l’Etat. La commission conclut également que Patokh Chodiev a bien bénéficié de la transaction pénale (et juste avant l’entrée en vigueur de la loi réparatrice, imposant l’approbation du juge à ladite transaction), bien qu’il n’ait pas été impliqué dans l’adoption de la loi,.
En 2019, le tribunal de première instance de Namur déclare irrecevable la plainte déposée par Chodiev contre Gilkinet, du fait de son statut de parlementaire. L'homme d'affaire fait appel de la décision. Dans un arrêt rendu le 28 janvier 2021, la Cour d’Appel de Liège estime que la demande de Patokh Chodiev est « partiellement recevable et fondée » et condamne le député à verser un euro symbolique pour préjudice moral. Cet arrêt a surpris nombre de constitutionnalistes pour son interprétation de l’article 58 de la Constitution - certains appelant même à le revoir. Le 24 novembre 2022, la Cour de cassation confirme les fondements de la condamnation judiciaire,.

## Distinction
- Grand officier de l'ordre de Léopold, au titre de « vice-premier ministre et ministre de la mobilité » (2024)[29].